# Hesamodin Ashna
Hesamodin Ashna , (né le 18 août 1964 à Téhéran) est un politicien iranien et conseiller du président Hassan Rouhani. Il est également le chef du Centre iranien d'études stratégiques. Il a reçu son doctorat de l'Université Imam Sadiq en 2004 et est maintenant professeur de communications à cette université,,,,.